# Кисельов Леонід Володимирович
Леоні́д Володи́мирович Кисельо́в (21 вересня 1946, Київ — 19 жовтня 1968, там само) — український поет. Рідний брат журналіста і письменника Сергія Кисельова. 

## Життєпис
Народився у Києві, в 1946 р., в родині українського письменника Володимира Кисельова. Не сягнувши зеніту свого поетичного обдарування, помер у жовтні 1968 р. від недуги лейкемії, проживши всього двадцять два роки.
Учився на факультеті іноземних мов Київського університету на перекладацькому відділенні. Не зважаючи на молодий вік, він вражав усіх не тільки начитаністю і широким знанням світової літератури, але й знанням точних наук — складних правил квантової механіки, кібернетики; міг говорити про останній футбольний матч чи найновіший закордонний фільм.
Захоплювався і знав стародавнє мистецтво, мозаїки й фрески Київської Софії, цікавився примітивним мистецтвом Никифора, любив поезію Шевченка, раннього Тичини, Драча, Вінграновського, Блока, Пастернака, Гумільова, Данте, Шекспіра, Рільке й Лорки, американський джаз, українську та парагвайську пісню.
Ю.Щербак дає наступний мазок до зовнішнього і внутрішнього портрету Кисельова: «Обличчя нерухомо-смагляве, і це робило його схожим на молодого венеційця.., проте темпераментом Льоня надто відрізнявся од італійців: був малорухомий і повільний (звичайно, не на футбольному полі), слова вимовляв тихо і наче мляво…»
Коли Кисельов захворів — невідомо, але з поеми «Первая любовь!» (укр. "Перше кохання"), написаної в 1962 р., коли йому було шістнадцять, можна здогадуватися, що в той час він уже хворів на невиліковну недугу. Родина, друзі й лікарі-спеціалісти докладали всіх зусиль, а польські пілоти привозили ліки з Парижа, щоб рятувати, як тоді говорили, майбутнього Лермонтова, Пушкіна або Шевченка.
Почав писати російською мовою в 1959 році. Перша добірка його віршів побачила світ в 1963 році в березневому числі московського журналу «Новый мир», головним редактором якого тоді був Олександр Твардовський, — з наступною приміткою російською: «Леонід Кисельов, учень 10 класу школи 37, м. Київ». «Перші вірші».
Того ж року в квітневому числі московського журналу «Райдуга» було надруковано два його короткі вірші. Вірш «Цари» (укр. "Царі") в журналі «Новый мир», в якому десятикласник зневажав особу царя Петра I, ще й посилаючись на Шевченка, викликав у Києві сенсацію, а в Москві серед російської інтелігенції й академічних російських кіл — обурення й протести. Після того молодого поета перестали друкувати в російській радянській періодиці.
П'ятьма роками пізніше, 12 квітня 1968 року, за кілька місяців до смерті Кисельова, у часописі «Літературна Україна» з'явилася добірка його україномовної поезії «Перші акорди»… з передмовою Івана Драча.
Посмертно вийшли дві його книжки російськомовної та україномовної поезії — перша в 1970 році під двомовною назвою «Стихи. Вірші» (у видавництві «Молодь»), а друга, що є доповненням першої, в 1979 році, (також у видавництві «Молодь») під двомовною назвою — «Последняя песня. Остання пісня».
В березні 2013 року у видавництві «Ярославів Вал» побачила світ збірка літературної спадщини Кисельова під двомовною назвою «Над київськими зошитами. Над киевскими тетрадями» (вірші, проза, переклади, нотатки, листи, фото).

## Видання
Його російськомовні вірші від 1963 року з'являлися у московському літературному часописі «Новый мир». У 1968 році, за місяць до смерті, вперше надрукував збірку своїх україномовних віршів часописі «Літературна Україна». Посмертно видано збірки:
- «Стихи. Вірші» (1970)
- «Последняя песня. Остання пісня» (1979)
- «Тільки двічі живемо… Вірші, проза, спогади про поета.» (1991)[2]
- «…все на свете только песня на украинском языке» (укр. "...все на світі лиш пісня українською мовою", 2006)[3]
- «Над київськими зошитами. Над киевскими тетрадями» (вірші, проза, переклади, нотатки, листи, фото) (2013)

Твори Кисельова перекладено грузинською, узбецькою, казахською, литовською, латиською, молдавською, болгарською, чеською, німецькою, польською, англійською, японською мовами.

## Україномовні вірші
1967
«Мій щур такий любесенький…»
1968
Дударик: «Він був як полум'я. Його рядки…»: «Рано ще, рано…»: «На терасах дерев тільки вітер, вітер, вітер…»: «В камені, в дереві, на папері…»: «Як у нашому селі…»: Катерина: «І мати молода, і сонце юне…»: «Стати б хоч на менти лічені…»: З листа Джонатана Яреми Свіфта: «Вона приходила щоранку…»: Цигарочка: Ніч у Кракові: «Згадаєш їжака, що я приніс…»: Похорон Офелії: «Так, вона залізна, наше слово — криця…»: «Не йму віри політикам…»: «Заспівайте, сестро, заспівайте…»: «Земля така гаряча…»: «Ти полинеш сиза, наче птах…»: «Завтра буде світ такий, як завше…»: Додому: «Я ніхто для тебе, як Улліс…»: Вандея: Смерть ланкової: «Панове, в мене маленьке прохання…»: Тато оповідають: «В зорянім серпневім павутинні…»: «Не дайте, щоб заснула край коня…»: «Відлине день без'язикий…»: Осінь